# Drăgești
Drăgești je rumunská obec v župě Bihor. V roce 2011 zde žilo 2 586 obyvatel.
K obci administrativně náleží čtyři okolní vesnice.

## Části obce
- Dicănești
- Drăgești
- Stracoș
- Tășad
- Topești